# Dorfkirche Pinnow (Gerswalde)

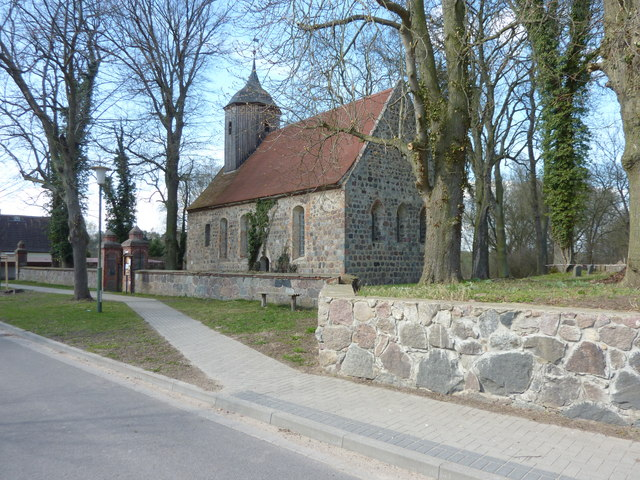
Dorfkirche Pinnow

Die evangelische, denkmalgeschützte Dorfkirche Pinnow steht in Pinnow, einem Ortsteil der Gemeinde Gerswalde im Landkreis Uckermark von Brandenburg. Die Kirche gehört zum Pfarrsprengel Potzlow-Lindenhagen im Kirchenkreis Uckermark der Evangelischen Kirche Berlin-Brandenburg-schlesische Oberlausitz.

## Beschreibung
Die Feldsteinkirche wurde in der zweiten Hälfte des 13. Jahrhunderts gebaut. Dem Satteldach ihres Langhauses wurde im Westen 1732 ein achteckiger, mit Brettern verkleideter Dachreiter aufgesetzt, der mit einer schiefergedeckten Glockenhaube bedeckt ist.
Der Innenraum ist mit einer Holzbalkendecke überspannt. Zur Kirchenausstattung gehören zwei kleine Sakramentshäuser und ein hölzerner Kanzelaltar aus der Mitte des 18. Jahrhunderts mit seitlichen Pilastern und einem Auge der Vorsehung darüber.